# Lola Todd

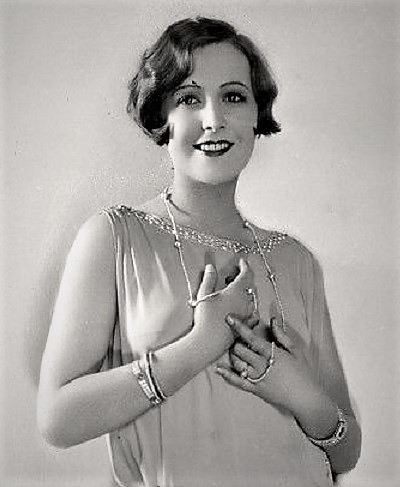
Lola Todd (1920er Jahre, Fotografie von Jack Freulich)

Lola Todd (* 14. Mai 1904 in New York City; † 31. Juli 1995 in Los Angeles, Kalifornien) war eine US-amerikanische Schauspielerin der Stummfilmära.

## Leben
Lola Todd zog Anfang der 1920er Jahre von New York nach Los Angeles, um dort eine Karriere als Schauspielerin zu beginnen. Vor ihrer Leinwandkarriere arbeitete sie als Assistenzdesignerin für die Kostüme der Ziegfeld Follies. Für einige ihrer Filme entwarf Todd später ihre eigenen Kostüme. Die erste Filmrolle erhielt sie 1923 im Serial The Ghost City.
In den kommenden sechs Jahren war Todd in fast 30 Filmproduktionen zu sehen. Unter anderem spielte sie 1924 Pocahontas in Pocahontas and John Smith und wurde somit zu einer der ersten Darstellerinnen dieser Rolle in einem Film (die erste Darstellerin war Anna Rosemond im Jahr 1910). Zudem war Todd in mehreren Western zu sehen. 1925 wurde sie zu einem der WAMPAS Baby Stars gewählt, denen man eine große Filmkarriere voraussagte. Dies erfüllte sich in ihrem Fall jedoch nicht. Ab 1927 war Todd überwiegend nur noch in Nebenrollen zu sehen, ihre Karriere war nach nur wenigen Jahren vorbei. 1929 beendete sie ihre Schauspiellaufbahn. In ihrem letzten Film Whirls and Girls wurde Todds Nachname nicht einmal mehr im Abspann genannt.
Über Lola Todds Privatleben ist nur wenig bekannt. Sie arbeitete nach ihrem Karriereende als Sekretärin und lebte weiter in Los Angeles, wo sie am 31. Juli 1995 im Alter von 91 Jahren starb.

## Filmografie (Auswahl)
- 1923: The Ghost City
- 1924: The Iron Man (Serial)
- 1924: Pocahontas and John Smith
- 1925: The Scarlet Streak
- 1926: The Tough Guy
- 1927: The Return of the Riddle Rider
- 1929: Whirls and Girls